# Los Vipers
Los Vipers es un stable heel de lucha libre profesional en Lucha Libre AAA Worldwide. Actualmente está conformado por Abismo Negro Jr., Chik Tormenta y Psicosis II bajo el nombre de Los Nuevos Vipers. El grupo fue fundado por Cibernético en 1997 y ha contado con una gran cantidad de luchadores a lo largo de los años.

## Historia

### Primera formación
En agosto de 1997, Cibernético inauguró un nuevo grupo llamado Los Vipers, además de él, el grupo estaba formado por los exmiembros de Rudos de la Galaxia, Abismo Negro, Maniaco, Mosco de la Merced e Histeria. Al grupo central se unieron Psicosis II y Electroshock, así como Los Mini Vipers, Mini-Estrella Mini Abismo Negro, Mini Histeria y Mosquito de la Merced. No mucho después de que se formaran Los Vipers AAA tuvo que reemplazar a la Histeria original, quien se convirtió en Super Crazy con una nueva Histeria. Poco tiempo después AAA también tuvo que reemplazar el original Mosco de la Merced, cuando dejó la empresa, por un nuevo Mosco de la Merced, a veces denominado Mosco de la Merced II. Los Vipers fueron un gran éxito, eran un grupo de luchadores por los que la gente pagaba con gusto para ver con la esperanza de que los buenos los derrotaran. El grupo trabajó varias historias acaloradas contra grupos como Los Payasos así como grupos como Los Vatos Locos y Los Junior Atómicos.
El 23 de agosto de 1998, Moscú de la Merced, Maniac, Psicosis II e Hysteria se unieron para participar en un torneo por el vacante Campeonato Nacional Atómicos, representando a Los Víboras. Los Vipers ganaron el torneo al derrotar a los Payasos (Coco Amarillo, Coco Azul, Coco Negro y Coco Rojo) en la final para ganar el título de Atomic. Después de deshacerse de The Clowns The Vipers dirigieron su atención a Los Vatos Locos, que en ese momento estaban formados por Charly Manson, May Flowers, Nygma y Picudo. El 14 de febrero de 1999, The Mad Vatos derrotaron a The Vipers para ganar el campeonato Atómico.
El 2 de mayo de 1999 Black Abyss y Electroshock se unieron para derrotar a Perro Aguayo y Perro Aguayo Jr. para ganar el Campeonato Nacional en Parejas. Cuando Los Vatos Locos perdieron el título de Atómicos ante Los Junior Atómicos, un grupo de luchadores de segunda generación, Los Vipers fueron los primeros en reclamar una pelea por el título contra los nuevos campeones. Los Vipers ganaron el título por segunda vez el 17 de septiembre de 1999 cuando derrotaron a Los Junior Atómicos (Blue Demon, Jr., La Parka Jr., Sacred Mask, Jr. y Perro Aguayo Jr.). A finales de 1999, The Vipers comenzaron a pelear entre ellos cuando Black Abyss intentó convertirse en el líder de The Vipers. La historia llevó a la creación de dos facciones Vipers separadas. Cibernético lideraba un grupo llamado Los Vipers First Class ("The First Class Vipers") formado por el mismo Psychosis II, Hysteria, Moscú Of Mercy, Maniac, Mini Psychosis, Mosquito Of Mercy y Mini Hysteria. El grupo de Black Abyss era conocido como The Extreme Vipers y además de él mismo incluía a Electro Shock, Pentagon, Shiiba, El Cuervo y Mini Black Abyss. En medio de la agitación interna, Abismo Negro y Electroshock perdieron el Campeonato Nacional en Parejas ante Hator y Panther.
Con las luchas internas en Los Vipers resueltas, Abismo Negro y Electroshock se concentraron en recuperar los títulos en parejas, lo que lograron el 7 de mayo de 2000 al derrotar a Hator y Panther. El equipo solo retuvo el título durante 63 días antes de perder los cinturones ante el dúo de Perro Aguayo, Jr. y Héctor Garza.
No mucho después de que Los Vipers se reunieran, Cibernético formó un nuevo grupo llamado Lucha Libre Latina (LLL), un grupo con la intención de hacerse cargo de AAA que se inspiró en New World Order de World Championship Wrestling. Los Vipers se convirtieron en un subgrupo dentro de LLL y Abismo Negro asumió el liderazgo de Los Vipers después de Cibernético. Los Vipers reinaron como campeones de Atómicos durante más de un año, hasta que fueron sorpresivamente derrotados por un grupo poco conocido llamado Los Regio Guapos (Hator, Monje Negro, Jr., Potro, Jr. y Tigre Universitario) el 19 de agosto de 2001. Los Regio Guapos sólo mantuvo el título por menos de dos meses antes de que Los Vipers recuperaran el título y comenzaran su cuarto reinado con el título de Atómicos. Su cuarto reinado también resultó ser el último reinado de Los Vipers, finalizando el 23 de noviembre de 2001 cuando una nueva versión de Los Vatos Locos (Espiritu, Nygma, Picudo y Silver Cat) los derrotaron en uno de los combates destacados del Guerra de Titanes. Con el paso del tiempo el tamaño de Los Vipers disminuyó hasta quedar principalmente Maniaco, Histeria, Psicosis II y Mosco de la Merced representando al grupo. Los Vipers participaron en un combate en jaula de acero de ocho hombres en Triplemanía X contra Los Diabólicos (Mr. Condor, Ángel Mortal y El Gallego) y Gran Apache, donde el último luchador en la jaula perdería su máscara o sería afeitado. Maniaco terminó como el último hombre en el ring y se vio obligado a desenmascararse. Tras la pérdida de la una rivalidad con Heavy Metal, Intocable y El Zorro que llevó a un Steel Cage Match en Verano de Escándalo en el que el último hombre en la jaula sería desenmascarado o le afeitarían el pelo. Esta vez fue Mosco de la Merced quien fue el último hombre en el ring y se vio obligado a desenmascararse según las tradiciones de la lucha libre. Tras la pérdida de la máscara Mosco de la Merced dejó AAA. A mediados de 2004, LLL fue eliminado gradualmente a favor de un nuevo súper grupo conocido como La Legión Extranjera o la Legión Extranjera en inglés, lo que significó que Los Vipers ahora formaban equipo regularmente con luchadores extranjeros, especialmente con artistas de NWA-TNA como Abyss. Los Vipers terminaron en 2005 cuando Histeria se volvió contra Psicosis II, disolviendo el grupo.

### Segunda formación
A prinicpios de 2006 renacieron Los Vipers, esta vez bajo el nombre de Los Vipers Revolución, el grupo incluía a Abismo Negro, Electroshock, Histeria, Psicosis II, Charly Manson y Antifaz. Psicosis II dejó el grupo poco después de su formación, volviéndose contra ellos para unirse a un grupo llamado Mexican Powers (Juventud Guerrera, Joe Líder y Crazy Boy). Durante la rivalidad entre los Vipers Revolución y Mexican Powers, Extreme Tiger se unió brevemente al grupo, solo para dejar AAA por completo unos meses después. Posteriormente Psicosis II se volvería contra las potencias mexicanas y regresaría a Vipers Revolucion. Electroshock dejó el grupo para ser miembro de tiempo completo de La Legión mientras Charly Manson se volvió face y se unió a Cibernético y Chessman para formar "Los Hell Brothers". Cuando el Mr. Niebla saltó de la promoción rival Consejo Mundial de Lucha Libre para unirse a AAA, se convirtió en parte de Vipers Revolucion e instantáneamente comenzó a competir por el liderazgo. Esto llevó a varios enfrentamientos entre Abismo Negro y el Sr. Niebla, lo que resultó en que el resto de Vipers Revolucion se pusiera del lado del Mr. Niebla, expulsando a Abismo Negro del grupo. A finales de 2007, AAA creó un personaje en el ring para un nuevo luchador llamado Black Abyss; El truco presentaba la misma máscara y vestimenta que el negro y también usaba un estilo de lucha similar al del negro. Inicialmente, se creyó que esto se hizo porque había rumores de que saltó al CMLL o para cubrir varias ausencias.
A finales de 2008, AAA impulsó la historia aún más al hacer que Black Abyss "hiriera" a Negro con su propio movimiento característico, el "Martinete" (martinete de Tombstone). Abismo Negro estaba programado para participar en Triplemanía XVI en un combate donde se enfrentaría a Los Vipers (Psicosis, Histeria, Black Abyss y Mr. Niebla) en un combate en jaula, pero en las semanas previas al show Abismo Negro sufrió una lesión y el combate tuvo que ser cancelado, AAA utilizó el ataque a Rey de Reyes como una explicación argumental de por qué el partido no se llevó a cabo. En la Guerra de Titanes de 2008, Abismo Negro volvió a desafiar la Revolución de Los Vipers y específicamente a Black Abyss. Posteriormente, la rivalidad entre Negro y Black Abyss parecía estar avanzando hacia un combate de Luchas de Apuestas entre los dos, con sus máscaras en juego. Tanto Abismo Negro como Black Abyss fueron amonestados en la misma lucha de clasificación eliminatorio en el evento Rey de Reyes. Negro pudo eliminar a Black Abyss del combate, pero a su vez fue eliminado por Latin Lover.
La rivalidad con Abismo Negro quedó inconcluso cuando Abismo Negro murió inesperadamente en marzo de 2009, lo que llevó a AAA a no usar mucho Vipers Revolución. Black Abyss continuó compitiendo en AAA bajo el nombre de Black Abyss, incluso después de la muerte de Abismo Negro. En los meses posteriores a la muerte de Abismo Negro, tanto Psicosis II como Histeria, los dos miembros principales de Vipers Revolución, abandonaron AAA citando su insatisfacción por la falta de combates en los que fueron reservados y, por lo tanto, por el salario que se les negó.

### Tercera formación
Luego de meses de que Abismo Negro Jr., Chik Tormenta, Arez, Latigo y Toxin formaran equipo como grupo fue en el evento Héroes Inmortales XIV de AAA que se hizo oficial que serían conocidos como Los Nuevos Vipers anunciándolo. en medio del ring cuando de repente Psicosis II regresa sorpresivamente para anunciar que sería su mentor y tiene una sorpresa en el futuro cercano, luego de mostrar una silueta misteriosa pero predecible en el titán tron. En Triplemanía Regia II después de mucha polémica Cibernético hace su regreso a AAA y dice que va tras Konnan para hacerle pagar por toda su corrupción en la empresa, pero no solo eso también volvió a apoyar y liderar a los nuevos luchadores que llevan el legado del grupo que creó.

## Miembros

### Miembros actuales
| Miembro          | Tiempo                          |
| ---------------- | ------------------------------- |
| Abismo Negro Jr. | 9 de octubre de 2021 – presente |
| Chik Tormenta    | 9 de octubre de 2021 – presente |
| Psicosis II      | 9 de octubre de 2021 – presente |

### Miembros antiguos
| Miembro               | Tiempo                                             |
| --------------------- | -------------------------------------------------- |
| Abismo Negro          | 1997 – 2005 2006 – 2008 2009                       |
| Electroshock          | 1997 – 2005 2006                                   |
| Histeria II           | 2006 – 2008                                        |
| Black Abyss           | 2006 – 2008                                        |
| Mosco de la Merced    | 1997                                               |
| Mosco de la Merced II | 1997 – 1998                                        |
| Mr. Niebla            | 2007 – 2008                                        |
| Extreme Tiger         | 2006 – 2007                                        |
| Arez                  | 9 de octubre de 2021 – 2 de junio de 2022          |
| Cibernético           | 1997 – 1999 4 de diciembre de 2021 – enero de 2024 |
| Látigo                | 9 de octubre de 2021 – 5 de marzo de 2024          |
| Toxin                 | 9 de octubre de 2021 – 5 de marzo de 2024          |

## Campeonatos y logros
Como Los Nuevos Vipers
- Lucha Libre AAA Worldwide
  - Campeonato Mundial en Parejas Mixto de AAA (1 vez) – con Arez & Tormenta
  - Campeonato Mundial de Tríos de AAA (1 vez) – con Negro Jr, Psicosis & Toxin

Como Los Vipers
- Asistencia Asesoría y Administración
  - Campeonato Nacional de Peso Medio (2 veces) – Abismo Negro (1) y Psicosis II (1)[7]
  - Campeonato Nacional Atómicos (4 veces) – Histeria II, Maniaco, Mosco de la Merced II & Psicosis II[8][9]
  - Campeonato Nacional en Parejas (2 veces) – Guerrera & Mosco de la Merced y Negro & Electroshock (2)[10][11]